# Atsalama
Koordinaten: 59° 14′ N, 27° 22′ O
Atsalama ist ein Dorf (estnisch küla) in der Landgemeinde Alutaguse (bis 2017 Mäetaguse). Es liegt im Kreis Ida-Viru (Ost-Wierland) im Nordosten Estlands.

## Beschreibung und Geschichte
Das Dorf hat 91 Einwohner (Stand 1. Januar 2011).
Der Ort wurde erstmals 1241 urkundlich erwähnt. Für das 14. Jahrhundert ist das Gut Atsalama belegt, das aber später wieder verschwand.
Bekannt ist vor allem die historische Schänke von Koltsina, die heute zu Atsalama gehört. Das Gebäude aus dem 19. Jahrhundert stellt mit 70 Metern Länge den zweitlängsten Krug Estlands war.